# Référendum liechtensteinois de 1965
 (août 2025).
Un référendum a lieu au Liechtenstein le 27 juin 1965. 

## Contenu
Le référendum porte sur une augmentation du montant des allocations familiales.

## Contexte
Il s'agit d'une Initiative populaire. L'Union patriotique soumet quelques mois plus tôt le projet de loi au parlement mais son partenaire de coalition le Parti progressiste des citoyens, majoritaire, le rejette le 3 février 1965.
L'UP choisit alors de recourir à une initiative populaire et procède à la collecte de signatures en ce sens. Le PPC soutient ce recours à une votation populaire.
Le seuil de 600 inscrits ayant été atteint, l'initiative est envoyé devant le Landtag dans le cadre de l'article 64.2 de la constitution. Le parlement la rejette le 18 mai 1965, entraînant sa mise en votation.

## Résultat
| Choix                                 | Votes | %     |
| ------------------------------------- | ----- | ----- |
| Pour                                  | 1 781 | 63,36 |
| Contre                                | 1 030 | 36,64 |
| Votes blancs et invalides             | 127   | –     |
| Total                                 | 2 938 | 100   |
| Inscrits/Participation                | 3 824 | 76,83 |
| Source: Démocratie Directe (Allemand) |       |       |